# Diecezja Long Xuyên
```

```

Diecezja Long Xuyên – diecezja rzymskokatolicka w Wietnamie. Powstała w 1960 z terenu wikariatu apostolskiego Cần Thơ.

## Lista biskupów
- Michel Nguyễn Khắc Ngữ (1960–1997)
- Jean-Baptiste Bùi Tuần (1997–2003)
- Joseph Trần Xuân Tiếu (2003–2019)
- Joseph Trần Văn Toản (od 2019)